# Tueur sur commande
Pour plus de détails, voir Fiche technique et Distribution.
Tueur sur commande (titre original : Da Vinci's War) est un film américain réalisé par Raymond Martino en 1993.

## Synopsis
Entre anciens combattants du Viet-Nam, il y a des secrets qu'il vaut mieux tenir cachés. Mais quand leur possession devient connue, on est en danger de mort. Ainsi Franck Da Vinci voit-il assassiner ses proches... et c'est la CIA qui est derrière ces crimes. Grâce aux amis qui l'entourent, et à son passé de soldat très spécial, il réussit à mettre dans son camp quelques atouts, dont China Smith, un tueur à gages.

## Fiche technique
- Titre original : Da Vinci's War
- Titre français : Tueur sur commande
- Réalisateur : Raymond Martino
- Scénario : Raymond Martino
- Musique : Jeff Lass
- Photographie : F. Smith Martin
- Montage : Stephen L. Johnson
- Production : Baby Dica Productions
- Pays de production :  États-Unis
- Langue : anglais
- Format : couleur
- Genre : Thriller
- Durée : 94 minutes
- Classification :
  - États-Unis : R (érotisme et violence).
  - France : Interdit aux moins de 12 ans.

## Distribution
- Michael Nouri : China Smith
- Joey Travolta : Frank Da Vinci
- Vanity : Lupe
- James Russo : Mintz
- Brian Robbins : Father Michael
- Richard Foronjy : Hamlet
- Branscombe Richmond : Don Ho
- Sam J. Jones : Jim Holbrook
- Jack Bannon : Arthur Jamieson
- Floyd Levine : Mcg. Tammasino
- Melissa Martin : Mary Bain
- Dallas Cole : Angie Bain
- Leslie Dockery : Eartha
- Alexander Marshall : Comm. Andrews
- Harold Joseph Green : Wheels
- Gino Dentie : Elvis
- Melissa Moore : Fred
- Kim Burnette : Monique
- Wendy Shawn : Melanie Wiliams

## Autour du film
- Remarque: des effets de montage ont été ajoutés au générique, entre les photos noir et blanc et les vidéos couleurs, pour entrer dans l'histoire.
- On retrouve les mêmes personnages dans un film réalisé peu après par Raymond Martino : Une femme à abattre (To the Limit).
- Le nom Da Vinci n'a rien à voir avec le peintre Léonard de Vinci ; il s'agit seulement d'un patronyme à résonance italienne, ce qui permet de faire intervenir dans le scénario quelques accointances avec la mafia.